# 에스타디오 데 온다레타
에스타디오 데 온다레타(스페인어: Estadio de Ondarreta, 온다레타 경기장)은 스페인 산 세바스티안에 있었던 축구 경기장이다. 레알 소시에다드는 이곳을 1909년부터 1913년까지 안방으로 사용하였으나, 이후 아토차 경기장으로 둥지를 옮겼다.
온다레타는 한 차례 코파 델 레이 결승전을 개최했는데, 1910년 결승전에서 아틀레틱 빌바오가 바스코니아를 1-0으로 이겼다.